# 刺魟星雲
刺魟星雲（Hen 3-1357）是已知最年輕的行星狀星雲（PN）(Bobrowsky 1994)。刺魟星雲位於南天天壇座的方向上，距離18,000光年。雖然它的大小約為太陽系的130倍，但只有其它已知行星狀星雲大小的1/10左右。大約40年前，我們觀察到它還只是一顆氣體還沒有變熱和電離的原行星狀星雲。在《自然》這本雜誌上，博布朗斯基（Bobrowsky）等人描述了哈伯太空望遠鏡是如何發現刺魟星雲15等的中心恆星和17等的伴星。此處的刺魟星雲影像顯示從中央恆星持續流出的光，是如何的與氣體的外殼准直。這是一個很重要的觀察，因為還沒有很好的了解這些光流出時是如何變得如此准直的過程。

## 歷史
在發現刺魟星雲之前，它的中央恆星被稱為He3-1357，卡爾·海因茲在1967年該星分類為A或B型Hα譜線恆星。在1971年觀測到這是一顆原行星（PPNe），而它似乎是一顆漸近巨星支（AGB）的B1超巨星。1989年，IUE發現這顆恆星有行星狀星雲（PN）的發射線（Parthasarathy et al. 1993）。由於星雲是新形成的，而且非常的小，地面觀測無法解析它；博布朗斯基使用哈伯太空望遠鏡觀測，發現了這個星雲，並將它命名為"刺魟星雲"（"Stingray Nebula"）。 

## 行星狀星雲核
在1995年，行星狀星雲中央星（PNN）被觀測為DA白矮星，在1987至1995年之間，它的亮度似乎下降了3個因次。估計PNN的質量為0.6 M☉，並且有一個相距0.3弧秒的伴星；估計星雲的質量為0.015 M☉，亮度是3000 L☉ (Parthasarathy 2000)。
這顆中央恆星的不尋常之處在於它的光度在20年間變暗。它的溫度上升了40,000°C，一個解釋是它經歷了一次氦閃。

## 圖集

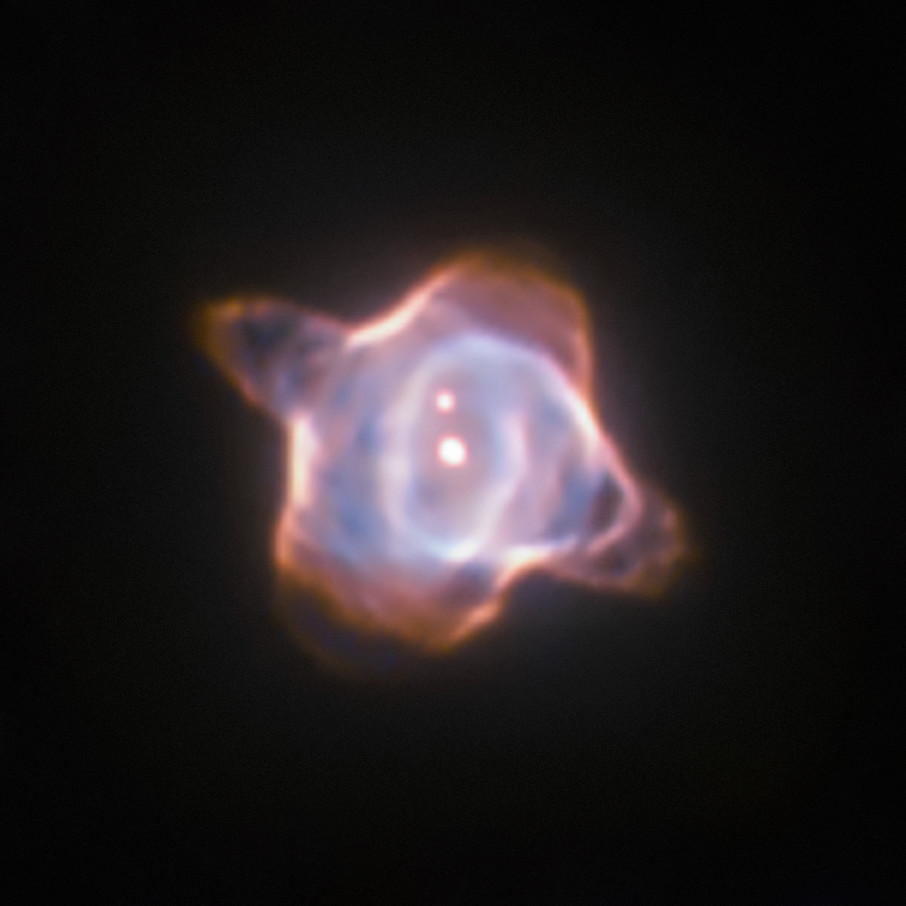
位於刺魟星雲中心，快速演化的恆星SAO 244567（英语：SAO 244567）[6]。

## 註解
1. ^ 10.75 apparent magnitude - 5 * (log10(5.6 kpc distance) - 1) = -3.0 absolute magnitude

1. 1 2 3 4 5  SIMBAD 2007
2. 1 2 3 4  Bobrowsky 1994
3. ↑  Bobrowsky et al. 1998
4. ↑  Parthasarathy 2000
5. ↑  . PhysOrg. 13 September 2016  [18 September 2016]. （原始内容存档于2020-12-14）.
6. ↑  . www.spacetelescope.org.   [15 September 2016]. （原始内容存档于2020-12-08）.

## 外部連結
- 维基共享资源上的相關多媒體資源：刺魟星雲
- The Scale of the Universe （页面存档备份，存于） (Astronomy Picture of the Day 2012 March 12)
- Stingray Nebula at Constellation Guide （页面存档备份，存于）